# فرودگاه مک‌گی تایسن
فرودگاه مک‌گی تایسن (به انگلیسی: McGhee Tyson Airport) (به زبان بومی: McGhee Tyson Air National Guard Base) یک فرودگاه همگانی بهره‌برداری هوایی با کد یاتا TYS است که یک باند فرود بتن دارد و طول باند آن ۲۷۴۵ متر است. این فرودگاه در شهر ناکسویل کشور ایالات متحده آمریکا قرار دارد و در ارتفاع ۲۹۹ متری از سطح دریا واقع شده‌است.

## شرکت‌های هواپیمایی و مقصدهای پروازی

### مسافری
| شرکت‌های هواپیمایی | مقصدهای پروازی | Refs  |
| ----------------- | --- | ----- |
| الیجنت ایر        | فورت لادردیل–هالیوود، مک‌کاران، لیبرتی نیوآرک، اورلندو سنفورد، شهرستان شارلوت، سن پترزبورگ-کلیرواتر فصلی: ثرگود مارشال بالتیمور واشینگتن، منطقه‌ای نورث‌وست | [ ۱ ] |
| امریکن ایگل       | شارلوت داگلاس، اوهر شیکاگو، دالاس-فورت ورث، فیلادلفیا، ملی رونالد ریگان واشینگتن                                                                         | [ ۲ ] |
| دلتا ایرلاینز     | هارتسفیلد-جکسون آتلانتا | [ ۳ ] |
| دلتا کانکشن       | هارتسفیلد-جکسون آتلانتا، متروپولیتن شهرستان وین دیترویت، لاگواردیا، مینیاپولیس−سنت پل                                                                    | [ ۳ ] |
| فرانتیر ایرلاینز  | فصلی: دنور، اورلندو، فلوریدا | [ ۴ ] |
| یونایتد ایرلاینز  | لیبرتی نیوآرک | [ ۶ ] |
| یونایتد اکسپرس    | اوهر شیکاگو، دنور، جرج بوش، لیبرتی نیوآرک، دالس واشینگتن                                                                                                 | [ ۶ ] |

### باری
| شرکت‌های هواپیمایی | مقصدهای پروازی                      |
| ----------------- | ----------------------------------- |
| Ameriflight       | لوئیویل                             |
| فدکس اکسپرس       | ایندیاناپلیس، ممفیس، نورفک، ریچموند |
| یوپی‌اس ایرلاینز   | لوئیویل                             |